# Вехт, Якоб ван дер
Якоб ван дер Вехт (нидерл. Jacobus van der Vecht, р. 5 июля 1906, Гаага — ум. 15 марта 1992, Putten) — голландский энтомолог, гименоптеролог, профессор, академик Нидерландской королевской академии наук. Крупный специалист по общественным и одиночным осам (Vespidae) и другим жалящим перепончатокрылым.

## Биография
Родился 5 июля 1906 года в Гааге (Нидерланды), где его отец занимал должность Мастера винных погребов Её Величества («keldermeester») при дворе королевы матери Эммы. Его отец интересовался естественной историей, и выращивал бабочек. Он любил ходить со своими детьми наблюдать за природой. Этот интерес превратился в страсть к биологии только в одном из его сыновей. После обычной школы Якоб с отличием окончил вторичную школу-гимназию (Hogere Burgerschool, HBS) в Гааге, затем обучался в Лейденском университете.
- 1928 — закончил обучение в Лейденском университете и начал работать в Индонезии (тогда ещё голландской колонии: Голландская Ост-Индия) в Instituut voor Plantenziekten at Buitenzorg (= Institute for Plant Diseases and Pests, Богор, остров Ява).
- 1933 — получил степень доктора наук в Лейденском университете.
- 1942—1945 — пленение японскими оккупантами во время работы в Индонезии, тюремное заключение, выживание в суровых условиях и разлучение по разным лагерям с женой (она провела в лагерном заключении более 3 лет, после чего у них не было детей, а единственный ребёнок умер ещё до войны)[1].
- 1947—1951 — руководитель Institute for Plant Diseases and Pests (Богор, остров Ява, Индонезия).
- 1955—1964 — работа куратором Hymenoptera в Rijksmuseum van Natuurlijke Historie, Лейден (Нидерланды)
- 1962 — профессор («extraordinaris») по зоотаксономии в Университете Гронингена (Гронинген, Нидерланды).
- 1964 — профессор («full») в Лейденском университете (Лейден).
- 1963 — избрание членом Нидерландской королевской академии наук (Koninklijke Nederlandse Akademie van Wetenschappen, Royal Dutch Academy of Sciences).

Супруга Elizabeth M. (Bep) Bourguignon (умерла в 1986), часто помогала мужу в экспедициях.
Умер 15 марта 1992 года в г. Пюттен (провинция Гелдерланд, Нидерланды).

## Основные труды
Признан одним из крупнейших специалистов по перепончатокрылым насекомым. Открыл и описал множество новых для науки видов насекомых. Совершил несколько экспедиций, в том числе в Аргентину, Папуа — Новую Гвинею, Суринам и другие страны. Крупный специалист по общественным и одиночным осам (Vespidae) и другим жалящим перепончатокрылым. Автор более 100 научных публикаций.
- 1928. Hymenoptera Anthophila (QXIIm) A. Andrena. — Fauna Ned. 4:1-144
- 1950. The Coconut Leaf Moth (Artona catoxantha Hamps.). Part I. Life history and habits of Artona catoxantha, its parasites and hyperparasites. — Contr. gen. agric. Res. Stn Bogor 110:1-77.
- 1952. A preliminary revision of the Oriental species of the genus Ceratina (Hymenoptera, Apidae). — Zool. Verh. Leiden 16:1-85.
- 1959. On Eumenes arcuatus (Fabricius) and some allied Indo-Australian wasps (Hymenoptera, Vespidae). — Zool. Verh. Leiden 41:1-71.
- 1961. Hymenoptera Sphecoidea Fabriciana. — Zool. Verh. Leiden 48:1-85.
- 1962. The Indo-Australian species of the genus Ropalidia (= Icaria) (Hymenoptera, Vespidae). Second part). — Zool. Verh. Leiden 57:1-71.
- 1963. Studies on Indo-Australian and East-Asiatic Eumenidae (Hymenoptera, Vespoidea). — Zool. Verh. Leiden 60:1-116.
- 1966. The East-Asiatic and Indo-Australian species of Polybioides Buysson and Parapolybia Saussure (Hymenoptera, Vespidae). — Zool. Verh. Leiden 82:1-42.
- 1972. (— & F.C.J. Fischer). Palaearctic Eumenidae. — Hymenopt. Cat. (nov. ed.) 8: i-v+1-199.
- 1987. (K.V. Krombein & —). Biosystematic Studies of Ceylonese Wasps 17: a revision of Sri Lankan and South Indian Bembix Fabricius (Hymenoptera: Sphecoidea: Nyssonidae). — Smiths. Contr. Zool. 451:1-30.
- 1990. (— & J.M. Carpenter). A catalogue of the genera of the Vespidae (Hymenoptera). — Zool. Verh. Leiden 260:1-62.

## Признание
- 1963 — Академик Нидерландской королевской академии наук[1].
- 1961—1968 — Президент Голландского энтомологического общества (Netherlands Entomological Society)[1]

В честь Якоба ван дер Вехта названы новые виды насекомых (Vechtia).